# Saltersgill
Saltersgill – część miasta Middlesbrough, w Anglii, w hrabstwie ceremonialnym North Yorkshire. Leży 66 km na północ od miasta York i 345 km na północ od Londynu.